# فریدهلم کونیتسکا
فریدهلم کونیتسکا (انگلیسی: Friedhelm Konietzka; ۲ اوت ۱۹۳۸ – ۱۲ مارس ۲۰۱۲) بازیکن فوتبال اهل سوئیس بود.
از باشگاه‌هایی که در آن بازی کرده‌است می‌توان به باشگاه فوتبال مونیخ ۱۸۶۰، باشگاه فوتبال بروسیا دورتموند، و باشگاه فوتبال زوریخ اشاره کرد.
وی همچنین در تیم ملی فوتبال آلمان بازی کرده‌است.